# ARA Moreno
O ARA Moreno foi um couraçado dreadnought projetado pela American Fore River Shipbuilding Company para a Marinha Argentina. Nomeado em homenagem a Mariano Moreno, um membro-chave do primeiro governo independente da Argentina, a Primeira Junta, o Moreno foi o segundo dreadnought da classe Rivadavia, e o quarto construído durante a corrida de dreadnoughts sul-americana.
A Argentina fez as encomendas do Moreno e de seu navio irmão, Rivadavia, em resposta a um programa de construção naval brasileiro. Durante a sua construção, os dois dreadnoughts foram alvo de numerosos rumores envolvendo a Argentina vendendo os dois couraçados para um país envolvido na Primeira Guerra Mundial, mas estes provaram ser falsos. Depois que o Moreno foi concluído em março de 1915, uma série de problemas no motor ocorreram durante os testes de mar que atrasaram sua entrega à Argentina para maio de 1915. A década seguinte viu o navio baseado em Puerto Belgrano como parte da Primeira Divisão da Marinha Argentina antes de navegar para os Estados Unidos para uma extensa reforma em 1924 e 1925. Durante a década de 1930, o navio foi ocupado com cruzeiros diplomáticos ao Brasil, Uruguai e Europa até o início da Segunda Guerra Mundial. Durante esse período, o Moreno teve pouco emprego, pois a Argentina era neutra. Desativado em 1949, o navio foi desmantelado no Japão a partir de 1957.

## Pano de Fundo
A gênese do Moreno pode ser atribuída às numerosas corridas armamentistas navais entre o Chile e a Argentina, que por sua vez foram geradas por disputas territoriais sobre suas fronteiras mútuas na Patagônia e Puna de Atacama, juntamente com o controle do Canal de Beagle. As corridas navais explodiram na década de 1890 e em 1902; esta última acabou sendo resolvida através da mediação britânica. As disposições do tratado que encerrara a disputa impuseram restrições às marinhas de ambos os países. A Marinha Real comprou ao Japão os dois couraçados pré-dreadnought da classe Constitución que estavam sendo construídos para o Chile, e a Argentina vendeu ao Japão seus dois cruzadores blindados da classe Rivadavia em construção na Itália.

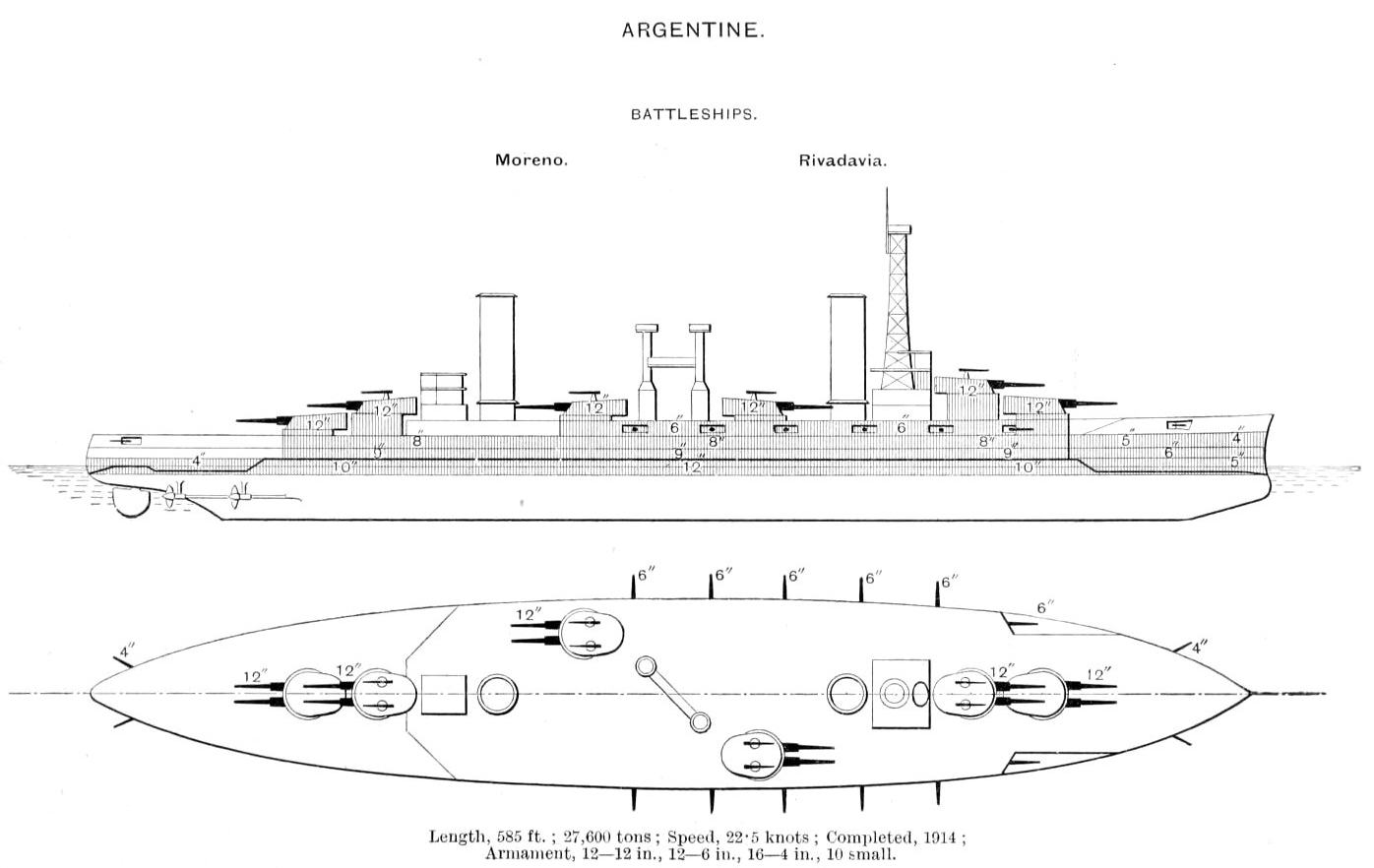
Classe Rivadavia.

Depois que o HMS Dreadnought foi comissionado, o Brasil decidiu no início de 1907 suspender três pré-dreadnoughts que estavam em construção em favor de dois ou três dreadnoughts. Esses navios, que foram projetados para transportar o armamento de couraçado mais pesado do mundo na época, foram um choque para as marinhas da América do Sul, e a Argentina e o Chile cancelaram rapidamente o pacto de limitação de armamento de 1902. A Argentina, em particular, ficou alarmada com a possível potência dos navios. O Ministro das Relações Exteriores, Manuel Augusto Montes de Oca, observou que mesmo um navio da classe Minas Geraes poderia destruir todas as frotas argentina e chilena. Embora isso possa ter sido um exagero, qualquer um deles era muito mais poderoso do que qualquer navio da frota argentina. Embora houvesse debates na Argentina sobre se seria prudente contrariar a compra do Brasil adquirindo seus próprios dreadnoughts, que custariam mais de dois milhões de libras esterlinas, novas disputas fronteiriças - especialmente perto do Rio da Prata com o Brasil - decidiram a questão, e eles ordenaram Rivadavia e Moreno, da Fore River Shipbuilding Company, dos Estados Unidos.

## Construção e testes

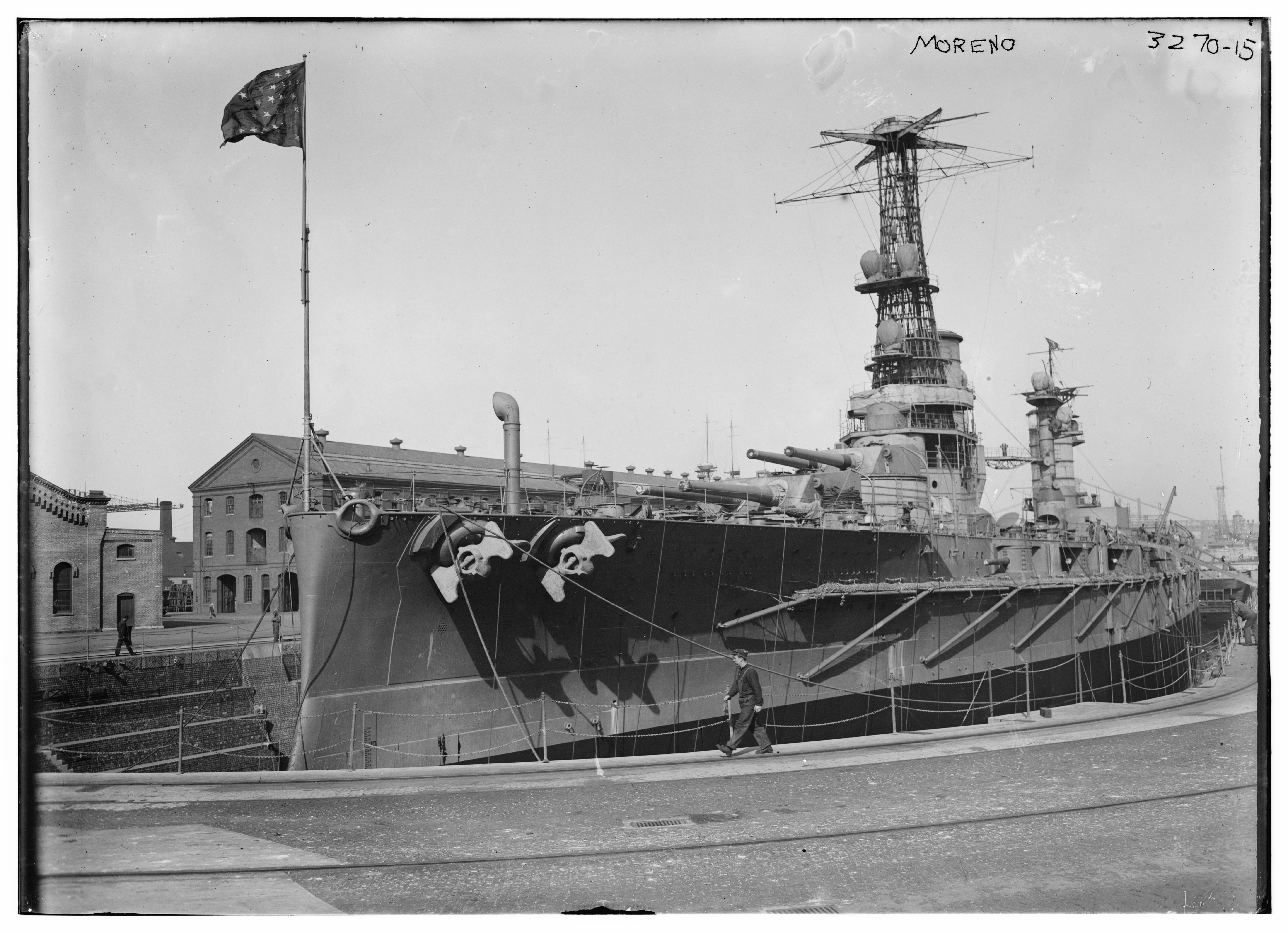
O Moreno em 1914

Depois que os dois novos dreadnoughts foram concedidos à Fore River, o Moreno foi subcontratado pela New York Shipbuilding Corporation de Camden, Nova Jersey, conforme previsto no contrato final. A quilha do Moreno foi lançada em 9 de julho de 1910 e a construção foi supervisionada pela Comissão Naval Argentina. Após a conclusão do casco, foi lançado ao mar em 23 de setembro de 1911. Isabel Betbeder, esposa do chefe da Comissão Naval Argentina, patrocinou o Moreno. O navio foi então atracado em um cais para iniciar a equipagem. Foi relatado em janeiro de 1913 que, além dos requisitos navais usuais para Moreno e seu navio irmão ARA Rivadavia, dois fonógrafos Victrola foram incluídos como parte das especificações oficiais. Moreno foi concluído em 15 de fevereiro de 1915, e comissionado na Marinha Argentina nove dias depois.
Ao longo da sua construção, Rivadavia e Moreno foram alvo de vários rumores insinuando que a Argentina aceitaria os navios e depois os venderia a um país europeu ou ao Japão, um rival em rápido crescimento dos Estados Unidos. Os rumores eram parcialmente verdadeiros; a Argentina pretendia se livrar dos couraçados e destinar os lucros para a abertura de mais escolas. Isto irritou o governo americano, que não queria que a sua tecnologia fosse oferecida ao licitante com lance mais alto - mas não queria exercer uma opção especificada no contrato que dava aos Estados Unidos a primeira escolha se os argentinos decidissem vender, uma vez que a tecnologia naval já tinha progredido além do Rivadavia, particularmente na adoção do esquema de blindagem "tudo ou nada". Em vez disso, os Estados Unidos e o seu Departamento de Estado e Departamento da Marinha exerceram pressão diplomática sobre o governo argentino.
O governo argentino, apoiado por acréscimos socialistas na legislatura, apresentou vários projetos de lei em maio de 1914 que teriam colocado os couraçados à venda, mas todos os projetos foram derrotados no final de junho. Após o início da Primeira Guerra Mundial, os embaixadores alemão e britânico nos Estados Unidos reclamaram ao Departamento de Estado dos EUA; o primeiro acreditava que os britânicos receberiam os navios assim que chegassem à Argentina, e o último acusou os Estados Unidos de garantir que os navios caíssem apenas na posse da Argentina. As empresas internacionais de armamento tentaram influenciar a Argentina a vendê-los a um dos países mais pequenos Balcãs, de onde os mandariam para a guerra.
Em outubro de 1914, o Moreno navegou no Estaleiro Naval de Nova York para ser pintado e, em seguida, realizou seus testes de mar a partir do dia 25. Repórteres de vários jornais, incluindo The New York Times, e oficiais da marinha norte-americana foram autorizados a embarcar durante este período; os repórteres do Times fizeram um relato entusiasmado do café que servia bebidas alcoólicas no navio, chamando-o de "o barzinho mais fofo de qualquer um dos sete mares" - o álcool foi proibido nos navios da Marinha dos EUA.
Os testes foram afetados por sérios problemas no motor, culminando na falha de uma turbina inteira em 2 de novembro. O Moreno foi forçado a atracar em Rockland, Maine - onde muitos dos observadores a bordo foram deixados para serem trazidos de volta de trem para Camden - antes de prosseguir para os reparos no Estaleiro Fore River, que havia construído os motores do navio.
No início de 1915, quase cinco anos após o início da construção, os empreiteiros da construção naval exigiram pagamento do governo argentino por trabalhos adicionais, mas os argentinos não acreditaram que isso fosse justificado, já que o Moreno estava programado para ser concluído mais de um ano antes. Após mediação oferecida por Franklin D. Roosevelt, secretário adjunto da Marinha na época, o Moreno foi libertado em 20 de fevereiro aos marinheiros argentinos que estavam hospedados em couraçados americanos atracados no Estaleiro Naval da Filadélfia.
Até a saída do Moreno foi marcada por percalços. Na noite de 26 de março, o Moreno acidentalmente abalroou e afundou a barcaça Enterprise no rio Delaware, 48 quilômetros ao sul de Filadélfia, perto da cidade de New Castle. Ninguém ficou ferido, mas o couraçdo encalhou acidentalmente imediatamente depois. Os esforços para reflutuar foram bem-sucedidos e o navio continuou seu caminho por volta das 7h30 da manhã seguinte sem danos. No dia 29, o presidente Woodrow Wilson foi recebido para almoçar a bordo do couraçado, acompanhado pelo embaixador argentino nos Estados Unidos, Romulo S. Naon. Em 15 de abril, o Moreno encalhou novamente no rio, desta vez perto de Reedy Island. Como na vez anterior, o navio não foi danificado e os rebocadores conseguiram reflutuar o navio no dia seguinte.

## Serviço
O Moreno atracou na Argentina pela primeira vez em 26 de maio de 1915. O navio foi imediatamente designado para a Primeira Divisão da Marinha Argentina, baseada na principal base naval de Puerto Belgrano, e lá permaneceu até 1923, quando foi colocado na frota de reserva. Em 1924, o Moreno foi enviado aos Estados Unidos para modernização. A oportunidade de mostrar a bandeira não foi perdida; Moreno fez escalas em Valparaíso e Callao antes de transitar pelo Canal do Panamá e navegar para o norte.
A maior parte do trabalho foi feito na Filadélfia, embora as mudanças no armamento tenham sido feitas em Boston. O Moreno foi convertido para usar óleo combustível em vez de carvão, foi equipado com um novo sistema de controle de fogo, telêmetros foram adicionados às torres de superdisparo de proa e popa e o mastro de popa foi substituído por um tripé. Para reduzir a interferência do escapamento ao localizar navios em batalha, foi instalada uma tampa de funil. O alcance do armamento principal foi aumentado de doze mil metros para dezenove mil, e as torres foram modificadas para dobrar a cadência de tiro. O armamento secundário de 152 milímetros foi mantido, mas os canhões menores de cem milímetros foram substituídos por quatro canhões antiaéreos de 76 milímetros e quatro canhões de 3 libras.
Quando o Moreno retornou à Argentina em agosto de 1926, foi inicialmente designado para a divisão de treinamento da Marinha antes de ser transferido para a Primeira Divisão. Em 1932, Moreno foi transferido para uma nova Divisão de Encouraçados com o Rivadavia. O restante da década de 1930 foi repleto de cruzeiros diplomáticos. O Moreno, escoltado por três navios da classe Mendoza, trouxe o presidente argentino Agustín Pedro Justo ao Brasil em 1933 para uma importante visita diplomática. Partindo na tarde do dia 2 de outubro, chegou ao Rio de Janeiro na manhã do dia 7 de outubro para grandes comemorações. Os navios brasileiros do primeiro e do segundo esquadrões, juntamente com três esquadrões de aviões de guerra, encontraram Moreno no mar e o escoltaram até o porto. Quando Justo desembarcou e viajou de carro até o Palácio Guanabara, a estrada estava ladeada por uma infinidade de forças militares e navais junto com milhares de cidadãos. O Rio foi descrito como "brilhante de luz", e foi erguida uma imitação de 29 metros de altura do Arco do Triunfo da França, sobre a qual foram projetadas várias cores. Justo então pegou um trem real, originalmente projetado para uso de Alberto I da Bélgica durante as comemorações do centenário do Brasil em 1922, para São Paulo. Após três dias, viajou para Santos, onde embarcou no Moreno para viajar primeiro ao Uruguai, depois de volta à Argentina; ele chegou a esta última em 22 de outubro.
Em 1934, Moreno foi enviado como um dos representantes da Argentina no aniversário da independência do Brasil. Em 1937, Rivadavia e Moreno foram enviados em cruzeiro diplomático à Europa. Partindo da Argentina em 6 de abril, eles se separaram quando chegaram ao Canal da Mancha. O Moreno participou da revisão de frota britânica, onde o The New York Times o descreveu como "um estranho monstro marinho vestigial nesta companhia de navios de combate mais modernos". Depois disso, o Moreno encontrou-se com Rivadavia em Brest, França, e viajaram juntos para Wilhelmshaven antes de se separarem novamente; o Moreno foi para Bremen, enquanto Rivadavia foi para o Hamburgo. Eles então voltaram para casa e chegaram a Puerto Belgrano no dia 29 de junho.
Em setembro de 1939, Moreno e Rivadavia viajaram juntos para o Brasil com cadetes navais. No entanto, antes que pudessem regressar, quatro contratorpedeiros da classe Buenos Aires tiveram de ser enviados para escoltar os navios de volta, uma vez que a Segunda Guerra Mundial eclodiu na Europa. Como a Argentina permaneceu neutra na guerra, o Moreno viu pouco serviço ativo. Em 1949, o dreadnought foi colocado em reserva e usado como quartel. Em 1955, o Moreno foi usado como navio-prisão durante a Revolução Libertadora (Revolución Libertadora). O navio foi retirado da lista da marinha em 1º de outubro de 1956; em 11 de janeiro de 1957, a Argentina vendeu o Moreno como sucata por 2.468.660 de dólares para a japonesa Yawata Iron and Steel Company. Em 12 de maio, a frota argentina se reuniu para saudar uma última vez o encouraçado enquanto ele era puxado pelos rebocadores oceânicos de propriedade holandesa Clyde e Ocean. O Moreno foi levado pelo Canal do Panamá até os sucateiros, chegando no dia 17 de agosto.